# Siran (Indus)
Der Siran ist ein linker Nebenfluss des Indus im Norden Pakistans.
Der Siran entspringt 125 Kilometer westsüdwestlich des Nanga Parbat in den westlichen Ausläufern des Himalaya. Er strömt in überwiegend südlicher Richtung durch das Bergland. Er verläuft 7 Kilometer westlich der Distrikthauptstadt Manshera. Schließlich mündet der Siran in den östlichen Teil des Stausees der Tarbela-Talsperre. Der Siran besitzt eine Länge von 130 Kilometern. Er entwässert ein Areal von etwa 1600 Quadratkilometern, das weitgehend im Manshera-Distrikt von Khyber Pakhtunkhwa liegt. Das Einzugsgebiet des Siran liegt im Einflussbereich des Monsuns, so dass es in den Sommermonaten zu starken Niederschlägen kommt und der Fluss in dieser Zeit eine hohe Wasserführung aufweist.